# Dinoderus scabricauda
Dinoderus scabricauda es una especie de escarabajo de bambú del género Dinoderus, de la familia Bostrichidae, orden Coleoptera. Fue descrita por Lesne en 1914.

## Distribución
Se distribuye por Asia: Filipinas.